# Křenek
Křenek (deutsch Krenek, auch Kschenek) ist eine Gemeinde in Tschechien. Sie liegt fünf Kilometer nördlich von Brandýs nad Labem und gehört zum Okres Praha-východ.

## Geographie
Křenek befindet sich rechtsseitig der Elbe an einem abgeworfenen Mäander. Nördlich des Dorfes liegt bei Ovčáry der Baggersee Křenek. Im Nordosten verläuft die Eisenbahn von Lysá nad Labem nach Mělník, und die Straße von Stará Boleslav nach Mělník. Die Bahnstation "Dřísy" liegt einen reichlichen Kilometer nach Norden.
Nachbarorte sind Dřísy im Norden, Lhota im Nordosten, Borek im Südosten, Záryby und Martínov im Süden, Kostelec nad Labem und Rudeč im Westen sowie Ovčáry im Nordwesten.

## Geschichte
Die erste schriftliche Erwähnung von Crzemk stammt aus dem Jahre 1337, als Janda von Hlavno und Lysá das Dorf zusammen mit Kostelní Hlavno den Kreuzherren von St. Mariä auf der Prager Kleinseite überließ. Das Dorf entstand als eine Gruppe von Gehöften auf einer Insel in den Elbmäandern. Seit dem Beginn des 16. Jahrhunderts gehörte Křenek zur Herrschaft Brandýs. Bis 1651 war Křenek nach Kostelec nad Labem gepfarrt, danach gehörte es zur Pfarre Stará Boleslav. Im Urbar von 1651 sind für Křenek 13 steuerpflichtige Anwesen aufgeführt. Die Bewohner des Dorfes lebten von der Landwirtschaft, insbesondere wurden Zwiebeln, Knoblauch, Gurken und anderes Gemüse angebaut. Später kamen noch Frühkartoffeln hinzu.
Nach der Aufhebung der Patrimonialherrschaften bildete Křenek ab 1850 eine Gemeinde im Bezirk Karlín und ab 1906 im Bezirk Brandýs nad Labem. 1873 entstand nach dem Bau der Österreichischen Nordwestbahn auf den Feldern nördlich des Dorfes die Station Dřísy. Durch den an der Bahnstation entstandenen Gemüsemarkt konnten die landwirtschaftlichen Erzeugnisse in die nordböhmischen Industriegebiete abgesetzt werden. 1927 wurde das Dorf elektrifiziert. In den 1930er Jahren erfolgte eine Begradigung der Elbe mit Wasserkraftwerken und Wehranlagen in Kostelec nad Labem und Brandýs. Die alten Mäander wurden abgeworfen.
Ab dem 1. Januar 1961 gehörte Křenek zum Okres Mělník und seit 2007 zum Okres Praha-východ.

## Gemeindegliederung
Für die Gemeinde Křenek sind keine Ortsteile ausgewiesen.

## Sehenswürdigkeiten
- Baggersee Křenek, nördlich des Dorfes bei Ovčáry. Anstelle des Sees befand sich früher der Hügel "Na Homolce", der zwischen 1958 und 1963 durch Kiessandabbau vollständig abgetragen wurde. Der nach Flutung der Kiesgrune anstandenen See dient heute Erholungszwecken und der landwirtschaftlichen Bewässerung
- Statue des Hl. Johannes, am Weg nach Borek
- Denkmal für die Gefallenen, 1924 von Bildhauer Emanuel Klose aus Lysá nad Labem geschaffen.

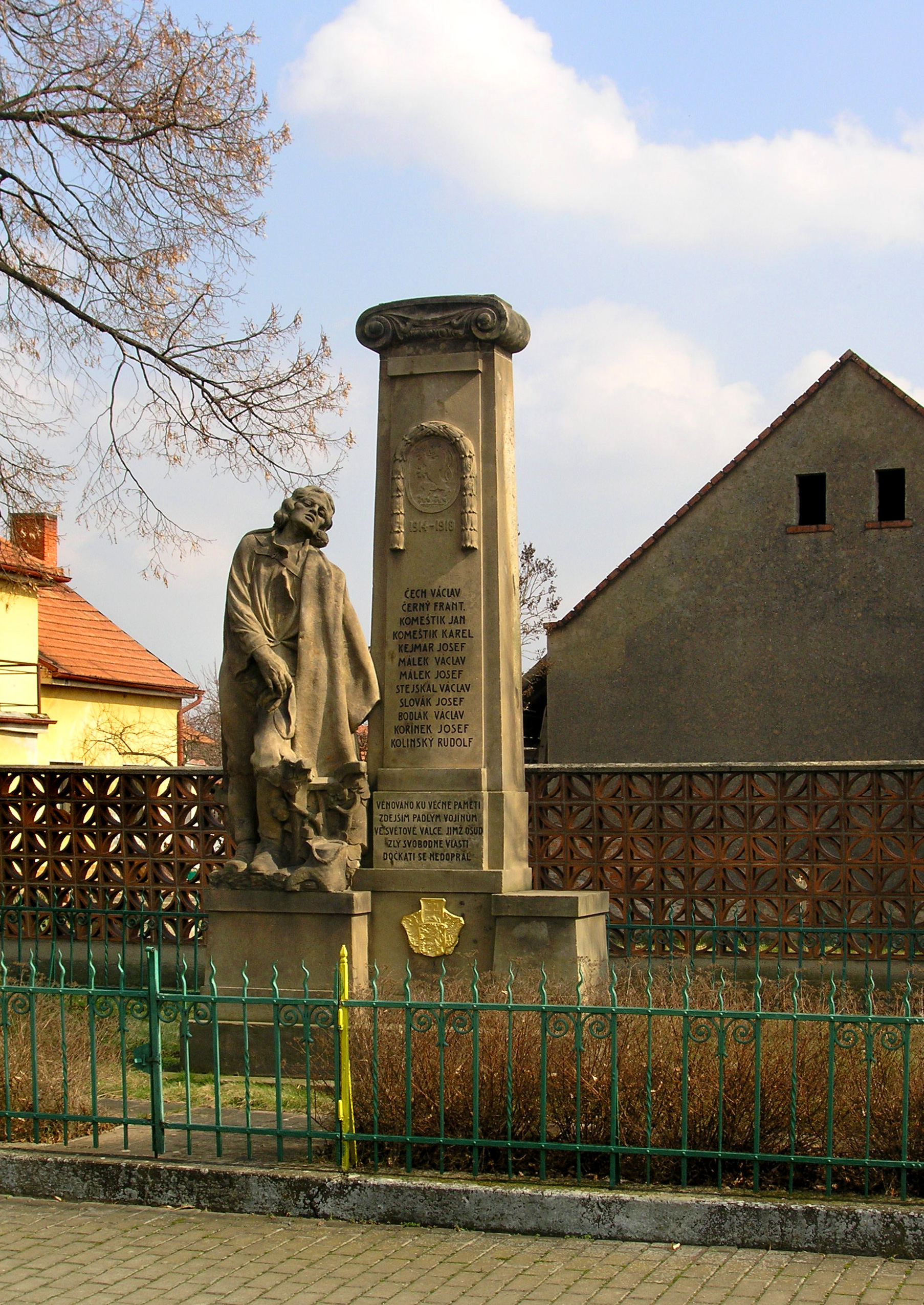
Denkmal für die Gefallenen